# Буди-Чарноцькі
Буди-Чарноцькі (пол. Budy Czarnockie) — село в Польщі, у гміні Пйонтниця Ломжинського повіту Підляського воєводства.
Населення — 326 осіб (2011).
У 1975-1998 роках село належало до Ломжинського воєводства.

## Демографія
Демографічна структура станом на 31 березня 2011 року:
|          | Загалом | Допрацездатний вік | Працездатний вік | Постпрацездатний вік |
| -------- | ------- | ------------------ | ---------------- | -------------------- |
| Чоловіки | 160     | 38                 | 108              | 14                   |
| Жінки    | 166     | 38                 | 94               | 34                   |
| Разом    | 326     | 76                 | 202              | 48                   |